# 136 Austria
För andra betydelser, se Austria.
136 Austria eller 1950 HT är en asteroid upptäckt 18 mars 1874 av den österrikiske astronomen Johann Palisa i Pula, Kroatien. Asteroiden har fått sitt namn efter det latinska namnet på Johann Palisas hemland.
När man studerat ljuskurvor från asteroiden har man inte sett någon variation av färg under den tid asteroiden roterar.